# فیلم فاجعه
فیلم فاجعه (انگلیسی: Disaster Movie) فیلمی در ژانر نقیضه و کمدی است که در سال ۲۰۰۸ منتشر شد.

## بازیگران
- مت لنتر
- ونسا لاشِـی
- نیکول پارکر
- کیم کارداشیان
- کارمن الکترا
- آنتونی کاکس
- رولاند کیکینگر